# Mistrovství České republiky v lyžařském orientačním běhu 2015
Mistrovství České republiky v lyžařském orientačním běhu 2015 proběhlo ve třech individuálních disciplínách a jedné týmové disciplíně.

## Mistrovství ČR na klasické trati
| Datum závodu   | 31. 1. 2015         |  | Místo konání    | Vysoké nad Jizerou, běžecký areál Šachty • aréna                                              |  | Pořadatel       | TJ Slovan Zdravotník Praha |
| Ředitel závodu | Zdeněk Laciga       |  | Hlavní rozhodčí | Miroslav Kovář                                                                                |  | Stavitelé tratí | Radek Laciga               |
| Název mapy     | Šachty – mistrovsky |  | Web závodu      | https://web.archive.org/web/20190130053547/https://zdravotnik-praha.webnode.cz/wre-a-cp-2015/ |  | Výsledky závodu | ORIS                       |

Souhrnné informace naleznete v článku Mistrovství České republiky v lyžařském orientačním běhu na klasické trati.

## Mistrovství ČR ve sprintu
| Datum závodu   | 7. 2. 2015       |  | Místo konání    | Studenec u Horek • aréna |  | Pořadatel       | SK Studenec    |
| Ředitel závodu | Petr Junek st    |  | Hlavní rozhodčí | Martin Vik               |  | Stavitelé tratí | Petr Junek ml. |
| Název mapy     | Zbořený velbloud |  | Web závodu      | www                      |  | Výsledky závodu | ORIS           |

Souhrnné informace naleznete v článku Mistrovství České republiky v lyžařském orientačním běhu ve sprintu.

## Mistrovství ČR štafet
| Datum závodu   | 7. 2. 2015    |  | Místo konání    | Studenec u Horek • aréna |  | Pořadatel       | SK Studenec    |
| Ředitel závodu | Petr Junek st |  | Hlavní rozhodčí | Martin Vik               |  | Stavitelé tratí | Petr Junek ml. |
| Název mapy     | Svatý Prokop  |  | Web závodu      | www                      |  | Výsledky závodu | ORIS           |

Souhrnné informace naleznete v článku Mistrovství České republiky v lyžařském orientačním běhu štafet.

## Mistrovství ČR na krátké trati
| Datum závodu   | 21. 2. 2015   |  | Místo konání    | Abertamy • aréna |  | Pořadatel       | KOS Slavia Plzeň |
| Ředitel závodu | Tomáš Kamaryt |  | Hlavní rozhodčí | Ondřej Vodrážka  |  | Stavitelé tratí | Ondřej Vodrážka  |
| Název mapy     | Hřebečná      |  | Web závodu      | www              |  | Výsledky závodu | ORIS             |

Souhrnné informace naleznete v článku Mistrovství České republiky v lyžařském orientačním běhu na krátké trati.